# Marcus Hellwig

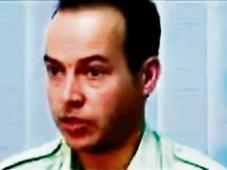
Marcus Hellwig (2011)

Marcus Hellwig (* 26. November 1965 in Wuppertal) ist ein deutscher Journalist der Bild am Sonntag. Zusammen mit seinem Kollegen Jens Koch wurde er einen Tag nach seiner Einreise in den Iran am 10. Oktober 2010 festgenommen und saß bis zum 19. Februar 2011 in Haft.

## Verhaftung
Am 9. Oktober 2010 reiste Hellwig zusammen mit dem Pressefotografen Jens Koch mit einem Touristenvisum in den Iran ein, um dem Fall von Sakineh Ashtiani nachzugehen. Dazu interviewten sie ohne staatliche Genehmigung und journalistische Akkreditierung den Anwalt Ashtianis, Hutan Kian, und ihren Sohn Sadschad Qaderzadeh. Schon kurz nach Beginn des Gesprächs unterbrachen iranische Sicherheitsbehörden das Interview und verhafteten sowohl Hellwig und Koch als auch den Anwalt und den Sohn Ashtianis.
Laut Angaben des Sprechers des Justizministeriums Gholamhossein Mohseni-Esche'i soll eine der Familie Ashtiani nahestehende Person über den Besuch zweier Ausländer Verdacht geschöpft und den Behörden einen Hinweis gegeben haben.

## Vorwürfe der iranischen Justiz
Der Iran wirft dem Journalisten vor, ohne offizielle Akkreditierung in den Iran eingereist zu sein und mit einem nicht autorisierten Interview einer journalistischen Tätigkeit nachgegangen zu sein. Die Deutsche Botschaft in Teheran schreibt in ihren Einreisehinweisen für deutsche Journalisten:
„Ohne gültiges Journalistenvisum sind für Ausländer in Iran journalistische Tätigkeiten aller Art in der Regel untersagt. Da die iranischen Behörden eine sehr weit gefasste Definition von ‚journalistischen Tätigkeiten‘ verwenden können, wird von einer Einreise mit Touristenvisa auch in solchen Fällen dringend abgeraten, in denen Recherchen und Gespräche nur privat oder ‚nebenbei‘ angestellt werden sollen.“
Hellwig und Koch bestätigten den Vorwurf in Interviews mit dem iranischen Staatsfernsehen und gaben zu, von Mina Ahadi, einer exil-iranischen politischen Aktivistin, „angestachelt“ worden zu sein.
Zwar meldeten diverse Medien, dass der Iran offiziell Klage wegen Spionage erhoben habe, dieses wurde jedoch seitens der iranischen Regierung entkräftigt.
Am 1. Januar 2011 gab Sakineh Ashtiani in einer Pressekonferenz für ausländische Medien bekannt, sie wolle diejenigen verklagen, die „Schande über mich und das Land gebracht haben.“ Beobachter gehen davon aus, dass die Verurteilte zu diesen Äußerungen genötigt wurde oder zumindest hoffte, dadurch Einfluss auf die iranische Justiz zu nehmen, um die Vollstreckung ihres Urteils abzuwenden.

## Werke
- Inschallah: Gefangen im Iran, Bastei Lübbe (Quadriga), Berlin, 2012, ISBN 978-3-86995-033-4